# نكس
نكس (بالإنجليزية: Nix)‏ هو مدير حزم متعدد المنصات للأنظمة شبيهة ينوكس.
يُستخدم نكس بشكل إفتراضي في نظام التشغيل نكس أو إس.

## روابط خارجية
- الموقع الرسمي